# Maria Vittoria Mezza
Maria Vittoria Mezza, född 1926, död 2005, var en italiensk politiker.
Hon var vice minister för industri och handel 1963. Hon var den första kvinnan i sin position. 